# Gene Conley
Pour les articles homonymes, voir Conley.
Donald Eugene Conley dit Gene Conley (né le 10 novembre 1930 à Muskogee (Oklahoma) et mort le 4 juillet 2017 à Foxborough (Massachusetts)) est un lanceur de la Major League Baseball qui a joué onze saisons de 1952 à 1963 pour quatre équipes différentes.
Gene Conley a aussi joué comme arrière lors de la saison 1952-1953 et de 1958 à 1964 pour deux différentes équipes de National Basketball Association. Gene Conley est connu pour être la seule personne à avoir remporté des titres de champions dans deux des quatre championnats majeurs nord-américains. Il a remporté le titre avec les Braves de Milwaukee lors de la série mondiale 1957 et trois titres consécutifs avec les Celtics de Boston entre 1959 et 1961.

## Carrières

### Carrière de joueur de baseball
Gene Conley est le lanceur vainqueur lors du MLB All-Star Game 1955 et est sélectionné pour les rencontres de 1954 et 1959.
En 11 saisons au lancer pour les Braves, Phillies et Red Sox, Conley affiche un bilan de 91 victoires pour 96 défaites avec 888 retraits sur des prises et une moyenne de points mérités de 3,82.

### Carrière de joueur de basket-ball
Au milieu de sa première saison de joueur de baseball, Gene Conley signe un contrat avec les Wilkes-Barre Barons qui évoluent dans l'American Basketball League.
Conley joue six saisons en NBA - quatre saisons avec les Celtics de Boston et deux pour les Knickerbockers de New York. Conley participe dans la rotation de l'effectif avec pour rôle d'être un bon rebondeur, captant en moyenne 6,3 rebonds par match en seulement un peu plus de 16 minutes de jeu par rencontre.